# 대구상원초등학교
대구상원초등학교(大邱上源初等學校)는 대한민국 대구광역시 달서구 상인동에 있는 공립 초등학교이다.

## 학교 연혁
- 1994-09-01 대구상원국민학교 개교(24학급, 1,015명)
- 1994-09-01 초대 박영대 교장 부임
- 1996-03-01 대구상원초등학교로 교명 변경
- 2005-02-28 멀티미디어 방송실 완공
- 2006-02-12 교실바닥 교체 및 다목적실 방송 교체
- 2010-02-11 제16회 졸업식(졸업생 81명)
- 2010-10-04 영어체험실 현대화 공사 완료
- 2010-10-21 씨름장 설치, 바람소리 동산 조성
- 2011-02-15 제17회 졸업식(졸업생 73명, 총 2,057명)
- 2011-07-05 마음자리 정자 및 어깨동무 동산 조성
- 2011-09-01 제8대 박찬명 교장 부임
- 2011-11-30 갤러리상원 개관
- 2012-02-15 제18회 졸업식(졸업생 115명, 총 2,172명)
- 2012-03-01 일반학급 17, 특수학급 1, 계 18학급 편성
- 2013-02-15 제19회 졸업식(졸업생 68명)
- 2014-02-14 제20회 졸업식(졸업생 67명)
- 2014-03-01 제9대 장정 교장 부임
- 2014-03-01 일반학급 18, 특수학급 1, 계 19학급 편성
- 2015-02-13 제21회 졸업식(졸업생 73명, 총 2,436명)
- 2015-03-01 일반학급 17, 특수학급 1, 계 18학급 편성
- 2015-10-12 등하굣길 교통안전 시설 확충
- 2016-06-14 과학실 현대화 사업
- 2016-06-22 도서관 이전 사업

## 참고 자료
- 대구상원초등학교 - 한국교육학술정보원 학교알리미